# Ḩājjī Āqā Kandī
Ḩājjī Āqā Kandī (persiska: حاجی آقا کندی) är en ort i Iran.   Den ligger i provinsen Ardabil, i den nordvästra delen av landet, 500 km nordväst om huvudstaden Teheran. Ḩājjī Āqā Kandī ligger 711 meter över havet och antalet invånare är 189.
Terrängen runt Ḩājjī Āqā Kandī är kuperad. Runt Ḩājjī Āqā Kandī är det ganska tätbefolkat, med 58 invånare per kvadratkilometer. Närmaste större samhälle är Takānlū, 14,5 km söder om Ḩājjī Āqā Kandī. Trakten runt Ḩājjī Āqā Kandī består till största delen av jordbruksmark.